# Drugi kinesko-japanski rat
Drugi kinesko-japanski rat koji je trajao od 7. srpnja 1937. do 9. rujna 1945. bio je najveći azijski rat u 20. stoljeću. Od 1937. borbe su se vodile između Republike Kine i Japanskog Carstva, a nakon japanskog napada na Pearl Harbor, drugi kinesko-japanski rat postao je dio još većeg i globalnog sukoba, drugog svjetskog rata, kao glavna fronta na pacifičkoj bojišnici.
Iako su se dvije zemlje naizmjenično sukobljavale još od 1931. formalno je veliki rat počeo tek 1937. i trajao je sve do predaje Japana 1945. Prije 1937. sukobi Kine i Japana odvijali se u obliku manjih i lokalnih incidenata. Incident u Mukdenu 1931. je bio uzrok invazije na Mandžuriju, a posljednji od sličnih incidenata bio je slučaj mosta Marka Pola 1937. koji je označio početak sveobuhvatnog rata između dviju zemalja. Rat je bio rezultat već desetljećima duge japanske imperijalističke politike s ciljem dominiranja Kinom u svrhu političkog i vojnog osiguranja ogromnih rezervi sirovina i ostalih resursa.

## Tijek rata

### 1937.
7. srpnja 1937. dogodio se Incident kod mosta Marka Pola koji se nalazi sjeverizapadno od Pekinga a u kojem su japanski i kineski vojnici razmijenili paljbu, nakon čega izbija drugi kinesko-japanski rat. To se na području Azije smatra početkom Drugog svjetskog rata.
Čang Kaj-šek morao je sklopiti sporazum s KP Kine te se do kraja godine odvijalo niz borbi Japanaca i kineskih snaga predvođenih s jedne strane Kuomintangom, a s druge komunistima. Iako su Kinezi uspijevali povremeno pružiti ozbiljniji otpor, općenito su japanske snage bile u velikoj premoći. Kuomintanške snage nisu uspjele zadržati Japance koji su u srpnju zauzeli Peking (29. srpnja), Tientsin, Kalgan i druge gradove u sjevernoj Kini. U bitci za Shangai Japanci su mobilizirali 200 000 vojnika i napali ga 13. kolovoza, a zauzeli su ga nakon tri mjeseca teških borbi. U bitci za Nanking je pak ubijeno više od 300 000 Kineza što neki nazivaju i masakrom. Nakon japanskog osvajanja Shangaia i Nankinga krajem godine, Čang Kaj-šek je bio prisiljen premjestiti sjedište vlade u Wuhan (Hankow). Japanci su nastavili napredovanje sa sjevera i juga prema središnjoj Kini. Nadmoćniji u naoružanju, Japanci su bombardiranjem gradova prouzročili teške gubitke, osobito među civilima.

### 1938.
Nakon konačnog neuspjeha pregovora, japanska vlada u siječnju odlučuje uništiti nacionalnu kinesku vladu, i namjerava krenuti u ofanzivu na Wuhan, za što je trebalo osvojiti sva važnija željeznička čvorišta. U pokušaju da ostvari tu namjeru, Japanci ulaze u bitku za Taierdžuang, u kojoj Kinezi početkom travnja ostvaruju svoju prvu ozbiljnu pobjedu.
U travnju u Japanu stupa na snagu Zakon o mobiliziranju koji sve gospodarske i društvene aspekte usmjerava ka efikasnijem vođenju rata. Kad raniji general i protivnik daljnje eskalacije, Ugaki Kazushige, postaje ministar inozemnih poslova Japana, u svijetu se bude nade za mirno rješenje konflikta s Kinom. No umjesto da se situacija smiri, dolazi do spora sa SSSR-om oko Mandžurije, a posljedica je rusko-japanski pogranični sukob iz kojeg Sovjeti izlaze kao pobjednici. U drugom pokušaju Japan u svibnju osvaja grad Taierdžuang, no mit o nepobjedivosti japanske vojske je slomljen.
Da bi zaustavio Japance, Čang Kaj-šek u svibnju otvara nasipe uz Žutu rijeku i poplavljuje ogromna područja, no kako civilno stanovništvo nije bilo upozoreno, poginulo je oko 890 000, a oko 12 milijuna Kineza ostalo je bez krova. Bujice su odnijele oko 4000 sela i 11 gradova. Poplave su na nekoliko mjeseci zaustavile japanski prodor prema Wuhanu. Tek krajem listopada Japanci uz velike gubitke osvajaju Wuhan, a kratko nakon toga, bez većeg otpora, i Kanton. Vlada je sada morala prijeći u Chongqing na koji su počela i prva masovna bombardiranja s mnogo civilnih žrtava. Kako su japanske snage tada blokirale Kinu s mora, do kraja 1938. izgrađen je put snabdijevanja Kine preko Burme.
Ipak, usprkos svega toga, nije došlo do željene kapitulacije Kine, a japanski stratezi su bili prisiljeni prihvatiti činjenicu da će ovaj rat trajati značajno duže od planiranog.

### 1939.
Ova godina obilježena je naporima Japanaca da osvoje prevlast, a Kineza da zaustave protivnika. Izredale su se japanske pobjede u bitkama za otok Hainan, Nanchang, Suixian, Zaoyang i Shantou. Kineske pobjede su bile u bitkama za Changsha i južnu Guangxi, ali u zimskoj ofenzivi 1939./1940. nisu bili uspješni zbog neopremljenosti i neiskustva.  Uspjesi nisu bili dovoljni da bi se jedna strana mogla smatrati pobjednikom, no općenito uzevši, Japanci su postepeno napredovali koristivši se čak i bojnim otrovom. Tek bitka za južni Guangxi (od 15. studenog 1939. do 25. veljače 1940.) donosi prevlast Japancima jer su time potpuno presjekli putove snabdijevanja od morske obale prema unutrašnjosti Kine.
Te godine američki ministar inozemnih poslova Cordell Hull dva puta je pozivao japanskog veleposlanika u Washingtonu na konzultacije kako bi upozorio Japan na bojazni SAD-a vezane uz "mandžuriziranje" kineskih otoka. No, Japan nije odgovarao na ta upozorenja, nego je najavio sklapanje vojnog pakta između Japana, Njemačke i Italije u bliskoj budućnosti.
Gospodarska budućnost Japana ovisila je prije svega o isporuci sirovina iz kolonija Velike Britanije i Francuske. U to vrijeme je u Europi već počeo Drugi svjetski rat, i Japanci koriste situaciju da ucijene Veliku Britaniju da zatvori burmansku cestu i time presiječe snabdijevanje kineskih trupa. Umjesto tom cestom američki general William H. Tunner organizira zračni most preko Himalaja ("The Hump") kojim Saveznici nastavljaju snabdijevanje Kineza.

### 1940.
Početkom ovog rata, raspoloženje u SAD-u je tendiralo ka potpori Japanu. No, nakon napada na USS Panay i izvještaja o japanskim ratnim zločinima kao i ugroženosti američkih naftnih interesa u Kini, raspoloženje se naglo mijenjalo, i američka Pacifička flota vraća se u bazu u Pearl Harbor.
U Kini se ponovo vode žestoke borbe s izmjeničnim ishodom, i obje strane su se našle u pat poziciji. Vojska kuomintanga pobjeđuju kod Zaoyanga i Yichanga te u operacijama u središnjem Hupeiu, a komunisti u najvećem pothvatu komunističke Crvene armije u ofenzivi sa stotinu pukovnija. Japanskom invazijom Francuske Indokine i dalje se smanjuje mogućnost opskrbe Kine.
Japan sada drži istočne dijelove Kine, dok je ostatak zemlje bio podijeljen između Kuomintanga pod Čang Kaj-šekom, i komunističkih snaga Mao Ce Tunga. U okupiranom dijelu Japanci osnivaju marionetsku vladu u Nankingu za zaštitu svojih interesa u Kini. Na čelu nje bio je Wang Ching-wei koji je prije bio u vrhovima Kuomintanga. No, ova vlada je kod stanovništva Kine bila krajnje omražena zbog brutalnosti koju su prema njima tijekom rata pokazali Japanci. Gerilsko ratovanje se također nastavlja.
27. rujna 1940. Japan potpisuje Trojni pakt. Na taj način japanski Car odbacuje neutralnost i naglašava svoju agresivnu vanjsku politiku, prije svega prema Kini. Američka vlada je zatim pozvala sve svoje civilne građane da napuste Daleki istok, a zabranila je i izvoz zrakoplovnog benzina, željeza i željeznog otpada u Japan.

### 1941.
Sovjetski Savez 13. travnja 1941. s Japanom potpisuje Japansko-sovjetski sporazum o neutralnosti. U svibnju Japanci podastiru Sjedinjenim američkim državama prijedlog mirovnog sporazuma za područje Tihog oceana. Prijedlog je sadržavao zahtjev da SAD privoli Čang Kaj-šek na mirovne pregovore s Japanom, te da prestane podržavati Čangov režim. Po ispunjenju tih japanskih zahtjeva, predviđali su povlačenje svojih snaga iz Kine, gdje bi ostale samo manje okupacijske jedinice. Pored toga, Japan je želio normaliziranje trgovinskih odnosa sa SAD-om i suradnju u dobivanju i proizvodnji sirovina. SAD i Velika Britanija objavljuju izvozni embargo za Japan i zamrzavaju njegova financijska sredstva. Japan opetovano daje mirovnu ponudu za područje Tihog oceana koju Amerikanci opetovano odbacuju, a Japan ne udovoljava američkim zahtjevima da napusti Kinu. Zbog embarga SAD-a i Velike Britanije i otsječenosti od isporuke sirovina europskih saveznika, Japanu se rat sa SAD-om činio jedinom alternativom gubitku carstva u dotadašnjem obliku.
Iako je već nekoliko godina ratovao s Kinom, kao službeni ulazak Japana u Drugi svjetski rat smatra se 7. prosinac 1941. godine, dan napada na Pearl Harbor. Idućeg dana, 8. prosinca, Sjedinjene Američke Države, Ujedinjeno Kraljevstvo i Kina objavljuju rat Japanu, čime ovaj rat postaje dio ukupnih ratnih događanja Drugog svjetskog rata.
U Japanskoj invaziji Burme 14. prosinca 1941. – 28. svibnja 1942. potisnule su Japanci snage Republike Kine i Britanskog Carstva iz te zemlje, i na taj način prekinule važni opskrbni pravac koji je željeznicom povezivao kinesku provinciju Junan s lukom na obalama Burme (danas: Mjanmar) Rangoonom. Kako je Japanska mornarica već ranije zaustavila pomorski promet prema kineskim lukama, našla se Kina sada u još težoj situaciji: donekle je ostala otvorenom tek komunikacija prema Sovjetskom Savezu; vlasti Republike Kine su nastojale ostvariti što bolji odnos sa Sovjetima - koji su se međutim ubrzo pokazali spremnijima poduprijeti vojne snage Kineske komunističke partije, tj. 1928. godine osnovanu Kinesku crvenu armiju, osnovanu s ciljem provođenja komunističke revolucije u Kini - ali je bila pretrpjela teške poraze i s oko 45.000 boraca (mali broj, za kineske uvjete) je 1937. godine bila u stanju osigurati aktivnosti u samo manjem dijelu Kine. Ratno zrakoplovstvo SAD-a je uspostavilo stanovite kapacitete za teški zadatak prevoženja ratnog materijala avionim iz Indije (preko izrazito visoke Himalaje, koja je jako otežavala letenje) u Kinu već krajem 1941. god. Do sredine 1942. godine će tim putem stizati u Kinu oko 10.000 tona materijala mjesečno, što je bilo daleko od kineskih potreba.

### 1942. – 1945.
U roku od nekoliko dana poslije napada na Pearl Harbor, i Sjedinjene Države i Kina službeno proglašavaju rat protiv Japana. Američki predsjednik Franklin D. Roosevelt Sjedinjene Države, Veliku Britaniju, Sovjetski Savez i Kinu naziva "četiri policajca", uzdižući međunarodni status Kine nakon stoljeća poniženja od strane raznih imperijalista. Čang Kaj-šek je nastavio primati opskrbu iz Sjedinjenih Država, ali kasnije vrlo oskudno.
Opskrbni pravac preko Sovjetskog Saveza ostao je otvoren tijekom rata, a morski pravci prema Kini i kinesko-vijetnamska željeznica su bili zatvoreni od 1940. Kad se zatvorio put prema Burmi 1942. pa sve do otvaranja ceste Ledo 1945., inozemna pomoć je uvelike bila ograničena te su zrakoplovi preletavali Himalaju (The Hump) da bi došli do Kine. Većinu kineske industrije su Japanci uzeli u svoje ruke ili su je uništili, a Sovjetski Savez je odbio dopustiti da se Kina opskrbljuje preko Kazahstana u Xinjiang jer je tamošnji ratni zapovjednik Sheng Shicai 1942. bio protiv sovjeta uz Čangovo odobrenje. Prema tome, kineske vlasti nikada nisu imale materijala i opreme potrebne za glavnu protuofenzivu protiv Japanaca. Unatoč teškom manjku materijala, 1943. Kinezi su bili uspješni u savladavanju japanske ofenzive u bitci kod Hubeia i u bitci kod Changde.
Čang je imenovan savezničkim vrhovnim zapovjednikom u Kini 1942., dok je američki general Josiph Stilwell služio kao Čangov načelnik štaba, a istovremeno je zapovijedao snagama SAD-a u ratu na indijsko-burmanskom terenu. S vremenom su se odnosi između Stilwella i Čanga pogoršali zbog više razloga, vjerojatno većim dijelom zbog korupcije i neefikasnosti vlade Kuomintanga. Stilwell je želio preuzeti potpunu kontrolu nad kineskim vojnicima, a Čang se tome žestoko usprotivio. Stilwell nije cijenio složenost situacije uključujući i jačanje kineskih komunista za vrijeme rata jer se Čang na kraju krajeva borio i s komunistima i s Japancima. Stilwell je otvoreno osudio kinesku vladu za način na koji je vodila rat protiv Japanaca, a Čang nije mijenjao stav da treba aktivno raditi da se razbije japansku blokadu jer je Kina već pretrpjela desetke milijuna žrtava u ratu, a Japan bi na kraju mogao izgubiti rat suočen s SAD-om čiji je ratni napor bio poduprt industrijom koja je bila mnogo snažnija od japanske. Zbog tih razloga ostali Saveznici su postupno počeli gubiti povjerenje u kineske sposobnosti te su koncentrirali svoje napore prema Pacifiku.
Kako se japanska pozicija na Pacifiku pogoršavala brzo, Japanci su mobilizirali 400.000 ljudi i pokrenuli najveću ofenzivu u Drugom svjetskom ratu kako bi napali zračne baze SAD-a u Kini i povezali željezničku prugu između Mandžurije i Vijetnama. Tako su veći gradovi u Hunanu, Henanu i Guangxiu bili okupirani. Zbog neuspjeha kineskih snaga u obrani tih područja, Stilwella je zamijenio Albert Wedemeyer.
Međutim, do kraja 1944. kineske su se trupe, pod zapovjedništvom Sun Li-jena napadajući iz Indije i onih pod zapovjedništvom Wei Lihuang napadajući iz Yunnana, pridružile snagama u Mong-Yu, koje su istjerale Japance iz Sjeverne Burme i osigurale cestu Ledo koja je bila opskrbni pravac prema Kini. U proljeće 1945. Kinezi su pokrenuli ofenzivu i ponovno zauzeli Hunan i Guangxi. Kako je kineska vojska dobro napredovala, Wedemeyer je planirao ponovno zauzeti Guangdong u ljeto 1945. i usmjeriti se na sjever prema Šangaju. Ali atomsko bombardiranje Hirošime i Nagasakija požurilo je Japance na predaju pa ti planovi nisu izvedeni.
Na Hirošimu je atomska bomba bačena 6. kolovoza, a na Nagasaki 9. kolovoza. Također, 9. kolovoza je Sovjetski savez napao Japance u Mandžuriji razvrgnuvši pakt o nenapadanju što je bilo dogovoreno na konferenciji u Potsdamu. Napad su izvele tri sovjetske armije. U manje od dva tjedna, kwantunška armija u Mandžuriji je uništena koju je činilo milijun ljudi bez adekvatne opreme i zračne pomoći. Car Hirohito je službeno kapitulirao 15. kolovoza 1945., a službena predaja je potpisana na bojnom brodu USS Missouri 2. rujna. Japanske trupe u Kini su se službeno predale 9. rujna 1945. i prema konferenciji u Kairu 1943., Mandžurija, Tajvan i Pengu su vraćeni Kini.

## Vanjske poveznice
Sestrinski projekti
|  | Zajednički poslužitelj ima stranicu o temi Drugi kinesko-japanski rat    |
|  | Zajednički poslužitelj ima još gradiva o temi Drugi kinesko-japanski rat |